# Liste der Sieger der ATP-World-Tour-250-Turniere (Doppel)

Das Logo der ATP World Tour 250

Die Liste der Sieger der ATP-Tour-250-Turniere (Doppel) listet die Sieger der Tennisturniere der ATP Tour 250 sowie deren Vorgängerserien im Doppel auf. Die Turniere der ATP Tour 250 stehen in ihrer Wertigkeit im Herrentennis unterhalb der Grand-Slam- der Masters- und der ATP-World-Tour-500-Turniere. Die Zahl 250 steht für die Punktzahl, welche dem Sieger eines solchen Turniers vergeben werden. Alle Turniere werden im K.-o.-System durchgeführt, wobei bei allen Turnieren das Hauptfeld aus 16 Paarungen besteht.
Ab dem Jahr 2020 besteht die ATP Tour 250 aus 38 Turnieren, wovon nur die Turniere in Delray Beach (32er-Feld) und Winston-Salem (48er-Feld) keinen Einzeldraw bestehend aus 28 Spielern haben. 19 Turniere finden dabei auf Hartplatz, 14 auf Sand und 5 auf Rasen statt. 28 finden im Freien, 10 in der Halle statt.

## Ergebnisse

### 2009 bis 2010
| ATP World Tour 2009 | ATP World Tour 2009 | ATP World Tour 2009                   | ATP World Tour 2009                  | ATP World Tour 2009 |
| Turnier             | Platzbelag          | Sieger                                | Finalgegner                          | Ergebnis            |
| ------------------- | ------------------- | ------------------------------------- | ------------------------------------ | ------------------- |
| Brisbane            | Hartplatz           | Marc Gicquel Jo-Wilfried Tsonga       | Fernando Verdasco Mischa Zverev      | 6:4, 6:3            |
| Doha                | Hartplatz           | Marc López Rafael Nadal               | Daniel Nestor Nenad Zimonjić         | 4:6, 6:4, [10:8]    |
| Chennai             | Hartplatz           | Eric Butorac Rajeev Ram               | Jean-Claude Scherrer Stan Wawrinka   | 6:3, 6:4            |
| Auckland            | Hartplatz           | Martin Damm Robert Lindstedt          | Scott Lipsky Leander Paes            | 7:5, 6:4            |
| Sydney              | Hartplatz           | Bob Bryan Mike Bryan                  | Daniel Nestor Nenad Zimonjić         | 6:1, 7:63           |
| Viña del Mar        | Sand                | Pablo Cuevas Brian Dabul              | František Čermák Michal Mertiňák     | 6:3, 6:3            |
| Zagreb              | Hartplatz (i)       | Martin Damm Robert Lindstedt          | Christopher Kas Rogier Wassen        | 6:4, 6:3            |
| Johannesburg        | Hartplatz           | Jamie Cerretani Dick Norman           | Rik De Voest Ashley Fisher           | 6:76, 6:2, [14:12]  |
| San José            | Hartplatz (i)       | Tommy Haas Radek Štěpánek             | Rohan Bopanna Jarkko Nieminen        | 6:2, 6:3            |
| Costa do Sauípe     | Sand                | Marcel Granollers Tommy Robredo       | Lucas Arnold Ker Juan Mónaco         | 6:4, 7:5            |
| Marseille           | Hartplatz (i)       | Arnaud Clément Michaël Llodra         | Julian Knowle Andy Ram               | 3:6, 6:3, [10:8]    |
| Buenos Aires        | Sand                | Marcel Granollers Alberto Martín      | Nicolás Almagro Santiago Ventura     | 3:6, 7:5, [10:8]    |
| Delray Beach        | Hartplatz           | Bob Bryan Mike Bryan                  | Marcelo Melo André Sá                | 6:4, 6:4            |
| Casablanca          | Sand                | Łukasz Kubot Oliver Marach            | Simon Aspelin Paul Hanley            | 7:64, 3:6, [10:6]   |
| Houston             | Sand                | Bob Bryan Mike Bryan                  | Jesse Levine Ryan Sweeting           | 6:1, 6:2            |
| München             | Sand                | Jan Hernych Ivo Minář                 | Ashley Fisher Jordan Kerr            | 6:4, 6:4            |
| Estoril             | Sand                | Eric Butorac Scott Lipsky             | Martin Damm Robert Lindstedt         | 6:3, 6:2            |
| Belgrad             | Sand                | Łukasz Kubot Oliver Marach            | Johan Brunström Jean-Julien Rojer    | 6:2, 7:63           |
| Kitzbühel           | Sand                | Marcelo Melo André Sá                 | Andrei Pavel Horia Tecău             | 6:79, 6:2, [10:7]   |
| Queen’s Club        | Rasen               | Wesley Moodie Michail Juschny         | Marcelo Melo André Sá                | 6:4, 4:6, [10:6]    |
| Halle               | Rasen               | Christopher Kas Philipp Kohlschreiber | Andreas Beck Marco Chiudinelli       | 6:3, 6:4            |
| ’s-Hertogenbosch    | Rasen               | Wesley Moodie Dick Norman             | Johan Brunström Jean-Julien Rojer    | 7:63, 6:78, [10:5]  |
| Eastbourne          | Rasen               | Mariusz Fyrstenberg Marcin Matkowski  | Travis Parrott Filip Polášek         | 6:4, 6:4            |
| Newport             | Rasen               | Jordan Kerr Rajeev Ram                | Michael Kohlmann Rogier Wassen       | 6:76, 7:67, [10:6]  |
| Båstad              | Sand                | Jaroslav Levinský Filip Polášek       | Robert Lindstedt Robin Söderling     | 1:6, 6:3, [10:7]    |
| Stuttgart           | Sand                | František Čermák Michal Mertiňák      | Victor Hănescu Horia Tecău           | 7:5, 6:4            |
| Indianapolis        | Hartplatz           | Ernests Gulbis Dmitri Tursunow        | Ashley Fisher Jordan Kerr            | 6:4, 3:6, [11:9]    |
| Gstaad              | Sand                | Marco Chiudinelli Michael Lammer      | Jaroslav Levinský Filip Polášek      | 7:5, 6:3            |
| Los Angeles         | Hartplatz           | Bob Bryan Mike Bryan                  | Benjamin Becker Frank Moser          | 6:4, 7:62           |
| Umag                | Sand                | František Čermák Michal Mertiňák      | Johan Brunström Jean-Julien Rojer    | 6:4, 6:4            |
| New Haven           | Hartplatz           | Julian Knowle Jürgen Melzer           | Bruno Soares Kevin Ullyett           | 6:4, 7:63           |
| Metz                | Hartplatz (i)       | Colin Fleming Ken Skupski             | Arnaud Clément Michaël Llodra        | 2:6, 6:4, [10:5]    |
| Bukarest            | Sand                | František Čermák Michal Mertiňák      | Johan Brunström Jean-Julien Rojer    | 6:2, 6:4            |
| Bangkok             | Hartplatz (i)       | Eric Butorac Rajeev Ram               | Guillermo García López Mischa Zverev | 7:64, 6:3           |
| Kuala Lumpur        | Hartplatz (i)       | Mariusz Fyrstenberg Marcin Matkowski  | Igor Kunizyn Jaroslav Levinský       | 6:2, 6:1            |
| Stockholm           | Hartplatz (i)       | Bruno Soares Kevin Ullyett            | Simon Aspelin Paul Hanley            | 6:4, 7:64           |
| Moskau              | Hartplatz (i)       | Pablo Cuevas Marcel Granollers        | František Čermák Michal Mertiňák     | 4:6, 7:5, [10:8]    |
| Wien                | Hartplatz (i)       | Łukasz Kubot Oliver Marach            | Julian Knowle Jürgen Melzer          | 2:6, 6:4, [11:9]    |
| Lyon                | Hartplatz (i)       | Julien Benneteau Nicolas Mahut        | Arnaud Clément Sébastien Grosjean    | 6:4, 7:66           |
| St. Petersburg      | Hartplatz (i)       | Colin Fleming Ken Skupski             | Jérémy Chardy Richard Gasquet        | 2:6, 7:5, [10:4]    |

| ATP World Tour 2010 | ATP World Tour 2010 | ATP World Tour 2010                    | ATP World Tour 2010                  | ATP World Tour 2010 |
| Turnier             | Platzbelag          | Sieger                                 | Finalgegner                          | Ergebnis            |
| ------------------- | ------------------- | -------------------------------------- | ------------------------------------ | ------------------- |
| Brisbane            | Hartplatz           | Jérémy Chardy Marc Gicquel             | Lukáš Dlouhý Leander Paes            | 6:3, 7:65           |
| Doha                | Hartplatz           | Guillermo García López Albert Montañés | František Čermák Michal Mertiňák     | 6:4, 7:5            |
| Chennai             | Hartplatz           | Marcel Granollers Santiago Ventura     | Lu Yen-hsun Janko Tipsarević         | 7:5, 6:2            |
| Auckland            | Hartplatz           | Marcus Daniell Horia Tecău             | Marcelo Melo Bruno Soares            | 7:5, 6:4            |
| Sydney              | Hartplatz           | Daniel Nestor Nenad Zimonjić           | Ross Hutchins Jordan Kerr            | 6:3, 7:65           |
| Santiago de Chile   | Sand                | Łukasz Kubot Oliver Marach             | Potito Starace Horacio Zeballos      | 6:4, 6:0            |
| Zagreb              | Hartplatz (i)       | Jürgen Melzer Philipp Petzschner       | Arnaud Clément Olivier Rochus        | 3:6, 6:3, [10:8]    |
| Johannesburg        | Hartplatz           | Rohan Bopanna Aisam-ul-Haq Qureshi     | Karol Beck Harel Levy                | 2:6, 6:3, [10:5]    |
| San José            | Hartplatz (i)       | Mardy Fish Sam Querrey                 | Benjamin Becker Leonardo Mayer       | 7:63, 7:5           |
| Costa do Sauípe     | Sand                | Pablo Cuevas Marcel Granollers         | Łukasz Kubot Oliver Marach           | 7:5, 6:4            |
| Marseille           | Hartplatz (i)       | Julien Benneteau Michaël Llodra        | Julian Knowle Robert Lindstedt       | 6:4, 6:3            |
| Buenos Aires        | Sand                | Sebastián Prieto Horacio Zeballos      | Simon Greul Peter Luczak             | 7:64, 6:3           |
| Delray Beach        | Hartplatz           | Bob Bryan Mike Bryan                   | Philipp Marx Igor Zelenay            | 6:3, 7:63           |
| Casablanca          | Sand                | Robert Lindstedt Horia Tecău           | Rohan Bopanna Aisam-ul-Haq Qureshi   | 6:2, 3:6, [10:7]    |
| Houston             | Sand                | Bob Bryan Mike Bryan                   | Stephen Huss Wesley Moodie           | 6:3, 7:5            |
| München             | Sand                | Oliver Marach Santiago Ventura         | Eric Butorac Michael Kohlmann        | 5:7, 6:3, [12:10]   |
| Estoril             | Sand                | Marc López David Marrero               | Pablo Cuevas Marcel Granollers       | 6:71, 6:4, [10:4]   |
| Belgrad             | Sand                | Santiago González Travis Rettenmaier   | Tomasz Bednarek Mateusz Kowalczyk    | 7:66, 6:1           |
| Nizza               | Sand                | Marcelo Melo Bruno Soares              | Rohan Bopanna Aisam-ul-Haq Qureshi   | 1:6, 6:3, [10:5]    |
| Queen’s Club        | Rasen               | Novak Đoković Jonathan Erlich          | Karol Beck David Škoch               | 6:76, 6:2, [10:3]   |
| Halle               | Rasen               | Serhij Stachowskyj Michail Juschny     | Martin Damm Filip Polášek            | 4:6, 7:5, [10:7]    |
| ’s-Hertogenbosch    | Rasen               | Robert Lindstedt Horia Tecău           | Lukáš Dlouhý Leander Paes            | 1:6, 7:5, [10:7]    |
| Eastbourne          | Rasen               | Mariusz Fyrstenberg Marcin Matkowski   | Colin Fleming Ken Skupski            | 6:3, 5:7, [10:8]    |
| Newport             | Rasen               | Carsten Ball Chris Guccione            | Santiago González Travis Rettenmaier | 6:3, 6:4            |
| Båstad              | Sand                | Robert Lindstedt Horia Tecău           | Andreas Seppi Simone Vagnozzi        | 6:4, 7:5            |
| Stuttgart           | Sand                | Carlos Berlocq Eduardo Schwank         | Christopher Kas Philipp Petzschner   | 7:65, 7:66          |
| Atlanta             | Hartplatz           | Scott Lipsky Rajeev Ram                | Rohan Bopanna Kristof Vliegen        | 6:3, 6:74, [12:10]  |
| Gstaad              | Sand                | Johan Brunström Jarkko Nieminen        | Marcelo Melo Bruno Soares            | 6:3, 6:74, [11:9]   |
| Los Angeles         | Hartplatz           | Bob Bryan Mike Bryan                   | Eric Butorac Jean-Julien Rojer       | 6:76, 6:2 [10:7]    |
| Umag                | Sand                | Leoš Friedl Filip Polášek              | František Čermák Michal Mertiňák     | 6:3, 7:67           |
| New Haven           | Hartplatz           | Robert Lindstedt Horia Tecău           | Rohan Bopanna Aisam-ul-Haq Qureshi   | 6:4, 7:5            |
| Metz                | Hartplatz (i)       | Dustin Brown Rogier Wassen             | Marcelo Melo Bruno Soares            | 6:3, 6:3            |
| Bukarest            | Sand                | Juan Ignacio Chela Łukasz Kubot        | Marcel Granollers Santiago Ventura   | 6:2, 5:7, [13:11]   |
| Bangkok             | Hartplatz (i)       | Christopher Kas Viktor Troicki         | Jonathan Erlich Jürgen Melzer        | 6:4, 6:4            |
| Kuala Lumpur        | Hartplatz (i)       | František Čermák Michal Mertiňák       | Mariusz Fyrstenberg Marcin Matkowski | 7:63, 7:65          |
| Stockholm           | Hartplatz (i)       | Eric Butorac Jean-Julien Rojer         | Johan Brunström Jarkko Nieminen      | 6:3, 6:4            |
| Moskau              | Hartplatz (i)       | Igor Kunizyn Dmitri Tursunow           | Janko Tipsarević Viktor Troicki      | 7:68, 6:3           |
| Wien                | Hartplatz (i)       | Daniel Nestor Nenad Zimonjić           | Mariusz Fyrstenberg Marcin Matkowski | 7:5, 3:6, [10:5]    |
| Montpellier         | Hartplatz (i)       | Stephen Huss Ross Hutchins             | Marc López Eduardo Schwank           | 6:2, 4:6, [10:7]    |
| St. Petersburg      | Hartplatz (i)       | Daniele Bracciali Potito Starace       | Rohan Bopanna Aisam-ul-Haq Qureshi   | 7:66, 7:65          |

### 2011 bis 2015
| ATP World Tour 2011 | ATP World Tour 2011 | ATP World Tour 2011                 | ATP World Tour 2011                 | ATP World Tour 2011 |
| Turnier             | Platzbelag          | Sieger                              | Finalgegner                         | Ergebnis            |
| ------------------- | ------------------- | ----------------------------------- | ----------------------------------- | ------------------- |
| Brisbane            | Hartplatz           | Lukáš Dlouhý Paul Hanley            | Robert Lindstedt Horia Tecău        | 6:4, Aufgabe        |
| Doha                | Hartplatz           | Marc López Rafael Nadal             | Daniele Bracciali Andreas Seppi     | 6:3, 7:64           |
| Chennai             | Hartplatz           | Mahesh Bhupathi Leander Paes        | Robin Haase David Martin            | 6:2, 6:73, [10:7]   |
| Auckland            | Hartplatz           | Marcel Granollers Tommy Robredo     | Johan Brunström Stephen Huss        | 6:4, 7:66           |
| Sydney              | Hartplatz           | Lukáš Dlouhý Paul Hanley            | Bob Bryan Mike Bryan                | 6:76, 6:3, [10:5]   |
| Santiago de Chile   | Sand                | Marcelo Melo Bruno Soares           | Łukasz Kubot Oliver Marach          | 6:3, 7:63           |
| Zagreb              | Hartplatz (i)       | Dick Norman Horia Tecău             | Marcel Granollers Marc López        | 6:3, 6:4            |
| Johannesburg        | Hartplatz           | Scott Lipsky Rajeev Ram             | Jamie Cerretani Adil Shamasdin      | 6:3, 3:6, [10:7]    |
| San José            | Hartplatz (i)       | Scott Lipsky Rajeev Ram             | Alejandro Falla Xavier Malisse      | 6:4, 4:6, [10:8]    |
| Costa do Sauípe     | Sand                | Marcelo Melo Bruno Soares           | Pablo Andújar Daniel Gimeno Traver  | 7:64, 6:3           |
| Marseille           | Hartplatz (i)       | Robin Haase Ken Skupski             | Julien Benneteau Jo-Wilfried Tsonga | 6:3, 6:74, [13:11]  |
| Buenos Aires        | Sand                | Oliver Marach Leonardo Mayer        | Franco Ferreiro André Sá            | 7:66, 6:3           |
| Delray Beach        | Hartplatz           | Scott Lipsky Rajeev Ram             | Christopher Kas Alexander Peya      | 4:6, 6:4, [10:3]    |
| Casablanca          | Sand                | Robert Lindstedt Horia Tecău        | Colin Fleming Igor Zelenay          | 6:2, 6:1            |
| Houston             | Sand                | Bob Bryan Mike Bryan                | John Isner Sam Querrey              | 6:74, 6:2, [10:5]   |
| München             | Sand                | Simone Bolelli Horacio Zeballos     | Andreas Beck Christopher Kas        | 7:63, 6:4           |
| Estoril             | Sand                | Eric Butorac Jean-Julien Rojer      | Marc López David Marrero            | 6:3, 6:4            |
| Belgrad             | Sand                | František Čermák Filip Polášek      | Oliver Marach Alexander Peya        | 7:5, 6:2            |
| Nizza               | Sand                | Eric Butorac Jean-Julien Rojer      | Santiago González David Marrero     | 6:3, 6:4            |
| Halle               | Rasen               | Rohan Bopanna Aisam-ul-Haq Qureshi  | Robin Haase Milos Raonic            | 7:68, 3:6, [11:9]   |
| Queen’s Club        | Rasen               | Bob Bryan Mike Bryan                | Mahesh Bhupathi Leander Paes        | 6:72, 7:64, [10:6]  |
| ’s-Hertogenbosch    | Rasen               | Daniele Bracciali František Čermák  | Robert Lindstedt Horia Tecău        | 6:3, 2:6, [10:8]    |
| Eastbourne          | Rasen               | Jonathan Erlich Andy Ram            | Grigor Dimitrow Andreas Seppi       | 6:3, 6:3            |
| Newport             | Rasen               | Matthew Ebden Ryan Harrison         | Johan Brunström Adil Shamasdin      | 4:6, 6:3, [10:5]    |
| Båstad              | Sand                | Robert Lindstedt Horia Tecău        | Simon Aspelin Andreas Siljeström    | 6:3, 6:3            |
| Stuttgart           | Sand                | Jürgen Melzer Philipp Petzschner    | Marcel Granollers Marc López        | 6:3, 6:4            |
| Atlanta             | Hartplatz           | Alex Bogomolow Matthew Ebden        | Matthias Bachinger Frank Moser      | 3:6, 7:5, [10:8]    |
| Gstaad              | Sand                | František Čermák Filip Polášek      | Christopher Kas Alexander Peya      | 6:3, 7:67           |
| Los Angeles         | Hartplatz           | Mark Knowles Xavier Malisse         | Somdev Devvarman Treat Huey         | 7:63, 7:610         |
| Umag                | Sand                | Simone Bolelli Fabio Fognini        | Marin Čilić Lovro Zovko             | 6:3, 5:7, [10:7]    |
| Kitzbühel           | Sand                | Daniele Bracciali Santiago González | Franco Ferreiro André Sá            | 7:61, 4:6, [11:9]   |
| Winston-Salem       | Hartplatz           | Jonathan Erlich Andy Ram            | Christopher Kas Alexander Peya      | 7:62, 6:4           |
| Metz                | Hartplatz (i)       | Jamie Murray André Sá               | Lukáš Dlouhý Marcelo Melo           | 6:4, 7:67           |
| Bukarest            | Sand                | Daniele Bracciali Potito Starace    | Julian Knowle David Marrero         | 3:6, 6:4, [10:8]    |
| Bangkok             | Hartplatz           | Oliver Marach Aisam-ul-Haq Qureshi  | Michael Kohlmann Alexander Waske    | 7:64, 7:65          |
| Kuala Lumpur        | Hartplatz (i)       | Eric Butorac Jean-Julien Rojer      | František Čermák Filip Polášek      | 6:1, 6:3            |
| Stockholm           | Hartplatz (i)       | Rohan Bopanna Aisam-ul-Haq Qureshi  | Marcelo Melo Bruno Soares           | 6:1, 6:3            |
| Moskau              | Hartplatz (i)       | František Čermák Filip Polášek      | Carlos Berlocq David Marrero        | 6:3, 6:1            |
| Wien                | Hartplatz (i)       | Bob Bryan Mike Bryan                | Maks Mirny Daniel Nestor            | 7:610, 6:3          |
| St. Petersburg      | Hartplatz (i)       | Colin Fleming Ross Hutchins         | Michail Jelgin Alexander Kudrjawzew | 6:3, 6:75, [10:8]   |

| ATP World Tour 2012 | ATP World Tour 2012 | ATP World Tour 2012                    | ATP World Tour 2012                   | ATP World Tour 2012 |
| Turnier             | Platzbelag          | Sieger                                 | Finalgegner                           | Ergebnis            |
| ------------------- | ------------------- | -------------------------------------- | ------------------------------------- | ------------------- |
| Brisbane            | Hartplatz           | Maks Mirny Daniel Nestor               | Jürgen Melzer Philipp Petzschner      | 6:1, 6:2            |
| Doha                | Hartplatz           | Filip Polášek Lukáš Rosol              | Christopher Kas Philipp Kohlschreiber | 6:3, 6:4            |
| Chennai             | Hartplatz           | Leander Paes Janko Tipsarević          | Jonathan Erlich Andy Ram              | 6:4, 6:4            |
| Sydney              | Hartplatz           | Bob Bryan Mike Bryan                   | Matthew Ebden Jarkko Nieminen         | 6:1, 6:4            |
| Auckland            | Hartplatz           | Oliver Marach Alexander Peya           | František Čermák Filip Polášek        | 6:3, 6:2            |
| Montpellier         | Hartplatz (i)       | Nicolas Mahut Édouard Roger-Vasselin   | Paul Hanley Jamie Murray              | 6:4, 7:64           |
| Zagreb              | Hartplatz (i)       | Marcos Baghdatis Michail Juschny       | Ivan Dodig Mate Pavić                 | 6:2, 6:2            |
| Viña del Mar        | Sand                | Frederico Gil Daniel Gimeno Traver     | Pablo Andújar Carlos Berlocq          | 1:6, 7:5, [12:10]   |
| San José            | Hartplatz (i)       | Mark Knowles Xavier Malisse            | Kevin Anderson Frank Moser            | 6:4, 1:6, [10:5]    |
| São Paulo           | Sand (i)            | Eric Butorac Bruno Soares              | Michal Mertiňák André Sá              | 3:6, 6:4, [10:8]    |
| Marseille           | Hartplatz (i)       | Nicolas Mahut Édouard Roger-Vasselin   | Dustin Brown Jo-Wilfried Tsonga       | 3:6, 6:3, [10:6]    |
| Buenos Aires        | Sand                | David Marrero Fernando Verdasco        | Michal Mertiňák André Sá              | 6:4, 6:4            |
| Delray Beach        | Hartplatz           | Colin Fleming Ross Hutchins            | Michal Mertiňák André Sá              | 2:6, 7:65, [15:13]  |
| Casablanca          | Sand                | Dustin Brown Paul Hanley               | Daniele Bracciali Fabio Fognini       | 7:5, 6:3            |
| Houston             | Sand                | James Blake Sam Querrey                | Treat Huey Dominic Inglot             | 7:614, 6:4          |
| Bukarest            | Sand                | Robert Lindstedt Horia Tecău           | Jérémy Chardy Łukasz Kubot            | 7:62, 6:3           |
| München             | Sand                | František Čermák Filip Polášek         | Xavier Malisse Dick Norman            | 6:4, 7:5            |
| Estoril             | Sand                | Aisam-ul-Haq Qureshi Jean-Julien Rojer | Julian Knowle David Marrero           | 7:5, 7:5            |
| Belgrad             | Sand                | Jonathan Erlich Andy Ram               | Martin Emmrich Andreas Siljeström     | 4:6, 6:2, [10:6]    |
| Nizza               | Sand                | Bob Bryan Mike Bryan                   | Oliver Marach Filip Polášek           | 7:65, 6:3           |
| Halle               | Rasen               | Aisam-ul-Haq Qureshi Jean-Julien Rojer | Treat Huey Scott Lipsky               | 6:3, 6:4            |
| Queen’s Club        | Rasen               | Maks Mirny Daniel Nestor               | Bob Bryan Mike Bryan                  | 6:3, 6:4            |
| ’s-Hertogenbosch    | Rasen               | Robert Lindstedt Horia Tecău           | Juan Sebastián Cabal Dmitri Tursunow  | 6:3, 6:61           |
| Eastbourne          | Rasen               | Colin Fleming Ross Hutchins            | Jamie Delgado Ken Skupski             | 6:4, 6:3            |
| Newport             | Rasen               | Santiago González Scott Lipsky         | Colin Fleming Ross Hutchins           | 7:63, 6:3           |
| Båstad              | Sand                | Robert Lindstedt Horia Tecău           | Alexander Peya Bruno Soares           | 6:3, 7:65           |
| Stuttgart           | Sand                | Jérémy Chardy Łukasz Kubot             | Michal Mertiňák André Sá              | 6:1, 6:3            |
| Umag                | Sand                | David Marrero Fernando Verdasco        | Marcel Granollers Marc López          | 6:3, 7:64           |
| Atlanta             | Hartplatz           | Matthew Ebden Ryan Harrison            | Xavier Malisse Michael Craig Russell  | 6:3, 3:6, [10:6]    |
| Gstaad              | Sand                | Marcel Granollers Marc López           | Robert Farah Santiago Giraldo         | 6:4, 7:69           |
| Kitzbühel           | Sand                | František Čermák Julian Knowle         | Dustin Brown Paul Hanley              | 7:64, 3:6, [12:10]  |
| Los Angeles         | Hartplatz           | Ruben Bemelmans Xavier Malisse         | Jamie Delgado Ken Skupski             | 7:65, 4:6, [10:7]   |
| Winston-Salem       | Hartplatz           | Santiago González Scott Lipsky         | Pablo Andújar Leonardo Mayer          | 6:3, 4:6, [10:2]    |
| Metz                | Hartplatz (i)       | Nicolas Mahut Édouard Roger-Vasselin   | Johan Brunström Frederik Nielsen      | 7:63, 6:4           |
| St. Petersburg      | Hartplatz (i)       | Rajeev Ram Nenad Zimonjić              | Lukáš Lacko Igor Zelenay              | 6:2, 4:6, [10:6]    |
| Bangkok             | Hartplatz           | Lu Yen-hsun Danai Udomchoke            | Eric Butorac Paul Hanley              | 6:3, 6:4            |
| Kuala Lumpur        | Hartplatz (i)       | Alexander Peya Bruno Soares            | Colin Fleming Ross Hutchins           | 5:7, 7:5, [10:7]    |
| Stockholm           | Hartplatz (i)       | Marcelo Melo Bruno Soares              | Robert Lindstedt Nenad Zimonjić       | 6:74, 7:6, [10:6]   |
| Moskau              | Hartplatz (i)       | František Čermák Michal Mertiňák       | Simone Bolelli Daniele Bracciali      | 7:5, 6:3            |
| Wien                | Hartplatz (i)       | Andre Begemann Martin Emmrich          | Julian Knowle Filip Polášek           | 6:3, 3:6, [10:4]    |

| ATP World Tour 2013 | ATP World Tour 2013 | ATP World Tour 2013                    | ATP World Tour 2013                    | ATP World Tour 2013 |
| Turnier             | Platzbelag          | Sieger                                 | Finalgegner                            | Ergebnis            |
| ------------------- | ------------------- | -------------------------------------- | -------------------------------------- | ------------------- |
| Doha                | Hartplatz           | Christopher Kas Philipp Kohlschreiber  | Julian Knowle Filip Polášek            | 7:5, 6:4            |
| Chennai             | Hartplatz           | Benoît Paire Stan Wawrinka             | Andre Begemann Martin Emmrich          | 6:2, 6:1            |
| Brisbane            | Hartplatz           | Marcelo Melo Tommy Robredo             | Eric Butorac Paul Hanley               | 6:6, 6:1, [10:5]    |
| Sydney              | Hartplatz           | Bob Bryan Mike Bryan                   | Maks Mirny Horia Tecău                 | 6:4, 6:4            |
| Auckland            | Hartplatz           | Colin Fleming Bruno Soares             | Johan Brunström Frederik Nielsen       | 7:61, 7:62          |
| Montpellier         | Hartplatz (i)       | Marc Gicquel Michaël Llodra            | Johan Brunström Raven Klaasen          | 6:3, 3:6, [11:9]    |
| Zagreb              | Hartplatz (i)       | Julian Knowle Filip Polášek            | Ivan Dodig Mate Pavić                  | 6:3, 6:3            |
| Viña del Mar        | Sand                | Paolo Lorenzi Potito Starace           | Juan Mónaco Rafael Nadal               | 6:2, 6:4            |
| São Paulo           | Sand (i)            | Alexander Peya Bruno Soares            | František Čermák Michal Mertiňák       | 6:75, 6:2, [10:7]   |
| San José            | Hartplatz (i)       | Xavier Malisse Frank Moser             | Lleyton Hewitt Marinko Matosevic       | 6:0, 6:75, [10:4]   |
| Marseille           | Hartplatz (i)       | Rohan Bopanna Colin Fleming            | Aisam-ul-Haq Qureshi Jean-Julien Rojer | 6:4, 7:63           |
| Buenos Aires        | Sand                | Simone Bolelli Fabio Fognini           | Nicholas Monroe Simon Stadler          | 6:3, 6:2            |
| Delray Beach        | Hartplatz           | James Blake Jack Sock                  | Maks Mirny Horia Tecău                 | 6:4, 6:4            |
| Houston             | Sand                | Jamie Murray John Peers                | Bob Bryan Mike Bryan                   | 1:6, 7:63, [12:10]  |
| Casablanca          | Sand                | Julian Knowle Filip Polášek            | Dustin Brown Christopher Kas           | 6:3, 6:2            |
| Bukarest            | Sand                | Maks Mirny Horia Tecău                 | Lukáš Dlouhý Oliver Marach             | 4:6, 6:4, [10:6]    |
| München             | Sand                | Jarkko Nieminen Dmitri Tursunow        | Marcos Baghdatis Eric Butorac          | 6:1, 6:4            |
| Oeiras              | Sand                | Santiago González Scott Lipsky         | Aisam-ul-Haq Qureshi Jean-Julien Rojer | 6:3, 4:6, [10:7]    |
| Nizza               | Sand                | Johan Brunström Raven Klaasen          | Juan Sebastián Cabal Robert Farah      | 6:3, 6:2            |
| Düsseldorf          | Sand                | Andre Begemann Martin Emmrich          | Treat Huey Dominic Inglot              | 7:5, 6:2            |
| Halle               | Rasen               | Santiago González Scott Lipsky         | Daniele Bracciali Jonathan Erlich      | 6:2, 7:63           |
| Queen’s Club        | Rasen               | Bob Bryan Mike Bryan                   | Alexander Peya Bruno Soares            | 4:6, 7:5, [10:3]    |
| ’s-Hertogenbosch    | Rasen               | Maks Mirny Horia Tecău                 | Andre Begemann Martin Emmrich          | 6:3, 7:64           |
| Eastbourne          | Rasen               | Alexander Peya Bruno Soares            | Colin Fleming Jonathan Marray          | 3:6, 6:3, [10:8]    |
| Newport             | Rasen               | Nicolas Mahut Édouard Roger-Vasselin   | Tim Smyczek Rhyne Williams             | 6:74, 6:2, [10:5]   |
| Båstad              | Sand                | Nicholas Monroe Simon Stadler          | Carlos Berlocq Albert Ramos Viñolas    | 6:2, 3:6, [10:3]    |
| Stuttgart           | Sand                | Facundo Bagnis Thomaz Bellucci         | Tomasz Bednarek Mateusz Kowalczyk      | 2:6, 6:4, [11:9]    |
| Bogotá              | Hartplatz           | Purav Raja Divij Sharan                | Édouard Roger-Vasselin Igor Sijsling   | 7:64, 7:63          |
| Gstaad              | Sand                | Jamie Murray John Peers                | Pablo Andújar Guillermo García López   | 6:3, 6:4            |
| Umag                | Sand                | Martin Kližan David Marrero            | Nicholas Monroe Simon Stadler          | 6:1, 5:7, [10:7]    |
| Atlanta             | Hartplatz           | Édouard Roger-Vasselin Igor Sijsling   | Colin Fleming Jonathan Marray          | 7:66, 6:3           |
| Kitzbühel           | Sand                | Martin Emmrich Christopher Kas         | František Čermák Lukáš Dlouhý          | 6:4, 6:3            |
| Winston-Salem       | Hartplatz           | Daniel Nestor Leander Paes             | Treat Huey Dominic Inglot              | 7:610, 7:5          |
| Metz                | Hartplatz (i)       | Johan Brunström Raven Klaasen          | Nicolas Mahut Jo-Wilfried Tsonga       | 6:4, 7:65           |
| St. Petersburg      | Hartplatz (i)       | David Marrero Fernando Verdasco        | Dominic Inglot Denis Istomin           | 7:66, 6:3           |
| Bangkok             | Hartplatz           | Jamie Murray John Peers                | Tomasz Bednarek Johan Brunström        | 6:3, 3:6, [10:6]    |
| Kuala Lumpur        | Hartplatz (i)       | Eric Butorac Raven Klaasen             | Pablo Cuevas Horacio Zeballos          | 6:2, 6:4            |
| Stockholm           | Hartplatz (i)       | Aisam-ul-Haq Qureshi Jean-Julien Rojer | Jonas Björkman Robert Lindstedt        | 6:2, 6:2            |
| Moskau              | Hartplatz (i)       | Michail Jelgin Denis Istomin           | Ken Skupski Neal Skupski               | 6:2, 1:6, [14:12]   |
| Wien                | Hartplatz (i)       | Florin Mergea Lukáš Rosol              | Julian Knowle Daniel Nestor            | 7:5, 6:4            |

| ATP World Tour 2014 | ATP World Tour 2014 | ATP World Tour 2014                     | ATP World Tour 2014                     | ATP World Tour 2014 |
| Turnier             | Platzbelag          | Sieger                                  | Finalgegner                             | Ergebnis            |
| ------------------- | ------------------- | --------------------------------------- | --------------------------------------- | ------------------- |
| Doha                | Hartplatz           | Tomáš Berdych Jan Hájek                 | Alexander Peya Bruno Soares             | 6:2, 6:4            |
| Chennai             | Hartplatz           | Johan Brunström Frederik Nielsen        | Marin Draganja Mate Pavić               | 6:2, 4:6, [10:7]    |
| Brisbane            | Hartplatz           | Mariusz Fyrstenberg Daniel Nestor       | Juan Sebastián Cabal Robert Farah       | 6:74, 6:4, [10:7]   |
| Sydney              | Hartplatz           | Daniel Nestor Nenad Zimonjić            | Rohan Bopanna Aisam-ul-Haq Qureshi      | 7:63, 7:63          |
| Auckland            | Hartplatz           | Julian Knowle Marcelo Melo              | Alexander Peya Bruno Soares             | 4:6, 6:3, [10:5]    |
| Montpellier         | Hartplatz           | Nikolai Dawydenko Denis Istomin         | Marc Gicquel Nicolas Mahut              | 6:4, 1:6, [10:7]    |
| Zagreb              | Hartplatz           | Horia Tecău Jean-Julien Rojer           | Philipp Marx Michal Mertiňák            | 3:6, 6:4, [10:2]    |
| Viña del Mar        | Sand                | Oliver Marach Florin Mergea             | Juan Sebastián Cabal Robert Farah       | 6:3, 6:4            |
| Buenos Aires        | Sand                | Marcel Granollers Marc López            | Pablo Cuevas Horacio Zeballos           | 7:5, 6:4            |
| Memphis             | Hartplatz (i)       | Eric Butorac Raven Klaasen              | Bob Bryan Mike Bryan                    | 6:4, 6:4            |
| Marseille           | Hartplatz (i)       | Julien Benneteau Édouard Roger-Vasselin | Paul Hanley Jonathan Marray             | 4:6, 7:66, [13:11]  |
| Delray Beach        | Hartplatz           | Bob Bryan Mike Bryan                    | František Čermák Michail Jelgin         | 6:2, 6:3            |
| São Paulo           | Sand                | Philipp Oswald Guillermo García López   | Juan Sebastián Cabal Robert Farah       | 5:7, 6:4, [15:13]   |
| Houston             | Sand                | Bob Bryan Mike Bryan                    | David Marrero Fernando Verdasco         | 4:6, 6:4, [11:9]    |
| Casablanca          | Sand                | Jean-Julien Rojer Horia Tecău           | Tomasz Bednarek Lukáš Dlouhý            | 6:2, 6:2            |
| Bukarest            | Sand                | Jean-Julien Rojer Horia Tecău           | Mariusz Fyrstenberg Marcin Matkowski    | 6:4, 6:4            |
| München             | Sand                | Jamie Murray John Peers                 | Colin Fleming Ross Hutchins             | 6:4, 6:2            |
| Oeiras              | Sand                | Santiago González Scott Lipsky          | Pablo Cuevas David Marrero              | 6:3, 3:6, [10:8]    |
| Nizza               | Sand                | Martin Kližan Philipp Oswald            | Rohan Bopanna Aisam-ul-Haq Qureshi      | 6:2, 6:0            |
| Düsseldorf          | Sand                | Santiago González Scott Lipsky          | Martin Emmrich Christopher Kas          | 7:5, 4:6, [10:3]    |
| Halle               | Rasen               | Andre Begemann Julian Knowle            | Marco Chiudinelli Roger Federer         | 1:6, 7:5, [12:10]   |
| Queen’s Club        | Rasen               | Alexander Peya Bruno Soares             | Jamie Murray John Peers                 | 4:6, 7:64, [10:4]   |
| ’s-Hertogenbosch    | Rasen               | Jean-Julien Rojer Horia Tecău           | Santiago González Scott Lipsky          | 6:3, 7:63           |
| Eastbourne          | Rasen               | Treat Huey Dominic Inglot               | Alexander Peya Bruno Soares             | 7:5, 5:7, [10:8]    |
| Newport             | Rasen               | Chris Guccione Lleyton Hewitt           | Jonathan Erlich Rajeev Ram              | 7:5, 6:4            |
| Båstad              | Sand                | Johan Brunström Nicholas Monroe         | Jérémy Chardy Oliver Marach             | 4:6, 7:65, [10:7]   |
| Stuttgart           | Sand                | Mateusz Kowalczyk Artem Sitak           | Guillermo García López Philipp Oswald   | 2:6, 6:1, [10:7]    |
| Bogotá              | Hartplatz           | Sam Groth Chris Guccione                | Nicolás Barrientos Juan Sebastián Cabal | 7:65, 6:73, [11:9]  |
| Gstaad              | Sand                | Andre Begemann Robin Haase              | Rameez Junaid Michal Mertiňák           | 6:3, 6:4            |
| Umag                | Sand                | František Čermák Lukáš Rosol            | Dušan Lajović Franko Škugor             | 6:3, 6:1            |
| Atlanta             | Hartplatz           | Vasek Pospisil Jack Sock                | Steve Johnson Sam Querrey               | 6:3, 5:7, [10:5]    |
| Kitzbühel           | Sand                | Henri Kontinen Jarkko Nieminen          | Daniele Bracciali Andrei Golubew        | 6:1, 6:4            |
| Winston-Salem       | Hartplatz           | Juan Sebastián Cabal Robert Farah       | Jamie Murray John Peers                 | 6:3, 6:4            |
| Metz                | Hartplatz (i)       | Mariusz Fyrstenberg Marcin Matkowski    | Marin Draganja Henri Kontinen           | 6:73, 6:4, [10:8]   |
| Shenzhen            | Hartplatz           | Jean-Julien Rojer Horia Tecău           | Sam Groth Chris Guccione                | 6:4, 7:64           |
| Kuala Lumpur        | Hartplatz (i)       | Marcin Matkowski Leander Paes           | Jamie Murray John Peers                 | 3:6, 7:65, [10:5]   |
| Stockholm           | Hartplatz (i)       | Eric Butorac Raven Klaasen              | Treat Huey Jack Sock                    | 6:4, 6:3            |
| Moskau              | Hartplatz (i)       | František Čermák Jiří Veselý            | Sam Groth Chris Guccione                | 7:62, 7:5           |
| Wien                | Hartplatz (i)       | Jürgen Melzer Philipp Petzschner        | Andre Begemann Julian Knowle            | 7:66, 4:6, [10:7]   |

| ATP World Tour 2015 | ATP World Tour 2015 | ATP World Tour 2015                    | ATP World Tour 2015                   | ATP World Tour 2015 |
| Turnier             | Platzbelag          | Sieger                                 | Finalgegner                           | Ergebnis            |
| ------------------- | ------------------- | -------------------------------------- | ------------------------------------- | ------------------- |
| Doha                | Hartplatz           | Juan Mónaco Rafael Nadal               | Julian Knowle Philipp Oswald          | 6:3, 6:4            |
| Chennai             | Hartplatz           | Lu Yen-hsun Jonathan Marray            | Raven Klaasen Leander Paes            | 6:3, 7:64           |
| Brisbane            | Hartplatz           | Jamie Murray John Peers                | Oleksandr Dolhopolow Kei Nishikori    | 6:3, 7:64           |
| Sydney              | Hartplatz           | Rohan Bopanna Daniel Nestor            | Jean-Julien Rojer Horia Tecău         | 6:4, 7:65           |
| Auckland            | Hartplatz           | Raven Klaasen Leander Paes             | Dominic Inglot Florin Mergea          | 7:61, 6:4           |
| Montpellier         | Hartplatz (i)       | Marcus Daniell Artem Sitak             | Dominic Inglot Florin Mergea          | 3:6, 6:4, [16:14]   |
| Zagreb              | Hartplatz (i)       | Marin Draganja Henri Kontinen          | Fabrice Martin Purav Raja             | 6:4, 6:4            |
| Quito               | Sand                | Gero Kretschmer Alexander Satschko     | Víctor Estrella João Souza            | 7:5, 7:63           |
| São Paulo           | Sand (i)            | Juan Sebastián Cabal Robert Farah      | Paolo Lorenzi Diego Schwartzman       | 6:4, 6:2            |
| Memphis             | Hartplatz (i)       | Mariusz Fyrstenberg Santiago González  | Artem Sitak Donald Young              | 5:7, 7:61, [10:8]   |
| Marseille           | Hartplatz (i)       | Marin Draganja Henri Kontinen          | Colin Fleming Jonathan Marray         | 6:4, 3:6, [10:8]    |
| Delray Beach        | Hartplatz           | Bob Bryan Mike Bryan                   | Raven Klaasen Leander Paes            | 6:3, 3:6, [10:6]    |
| Buenos Aires        | Sand                | Jarkko Nieminen André Sá               | Pablo Andújar Oliver Marach           | 4:6, 6:4, [10:7]    |
| Houston             | Sand                | Ričardas Berankis Teimuras Gabaschwili | Treat Huey Scott Lipsky               | 6:4, 6:4            |
| Casablanca          | Sand                | Rameez Junaid Adil Shamasdin           | Rohan Bopanna Florin Mergea           | 3:6, 6:2, [10:7]    |
| Bukarest            | Sand                | Marius Copil Adrian Ungur              | Nicholas Monroe Artem Sitak           | 3:6, 7:5, [17:15]   |
| München             | Sand                | Alexander Peya Bruno Soares            | Alexander Zverev Mischa Zverev        | 4:6, 6:1, [10:5]    |
| Estoril             | Sand                | Treat Huey Scott Lipsky                | Marc López David Marrero              | 6:1, 6:4            |
| Istanbul            | Sand                | Radu Albot Dušan Lajović               | Robert Lindstedt Jürgen Melzer        | 6:4, 7:62           |
| Nizza               | Sand                | Mate Pavić Michael Venus               | Jean-Julien Rojer Horia Tecău         | 7:64, 2:6, [10:8]   |
| Genf                | Sand                | Juan Sebastián Cabal Robert Farah      | Raven Klaasen Lu Yen-hsun             | 7:5, 4:6, [10:7]    |
| ’s-Hertogenbosch    | Rasen               | Ivo Karlović Łukasz Kubot              | Pierre-Hugues Herbert Nicolas Mahut   | 6:2, 7:69           |
| Stuttgart           | Rasen               | Rohan Bopanna Florin Mergea            | Alexander Peya Bruno Soares           | 5:7, 6:2, [10:7]    |
| Nottingham          | Rasen               | Chris Guccione André Sá                | Pablo Cuevas David Marrero            | 6:2, 7:5            |
| Newport             | Rasen               | Jonathan Marray Aisam-ul-Haq Qureshi   | Nicholas Monroe Mate Pavić            | 4:6, 6:3, [10:8]    |
| Båstad              | Sand                | Jérémy Chardy Łukasz Kubot             | Juan Sebastián Cabal Robert Farah     | 6:76, 6:3, [10:8]   |
| Umag                | Sand                | Máximo González André Sá               | Mariusz Fyrstenberg Santiago González | 4:6, 6:3, [10:5]    |
| Bogotá              | Hartplatz           | Édouard Roger-Vasselin Radek Štěpánek  | Mate Pavić Michael Venus              | 7:5, 6:3            |
| Gstaad              | Sand                | Aljaksandr Bury Denis Istomin          | Oliver Marach Aisam-ul-Haq Qureshi    | 3:6, 6:2, [10:5]    |
| Atlanta             | Hartplatz           | Bob Bryan Mike Bryan                   | Colin Fleming Gilles Müller           | 4:6, 7:62, [10:4]   |
| Kitzbühel           | Sand                | Nicolás Almagro Carlos Berlocq         | Robin Haase Henri Kontinen            | 5:7, 6:3, [11:9]    |
| Winston-Salem       | Hartplatz           | Dominic Inglot Robert Lindstedt        | Eric Butorac Scott Lipsky             | 6:2, 6:4            |
| Metz                | Hartplatz (i)       | Łukasz Kubot Édouard Roger-Vasselin    | Pierre-Hugues Herbert Nicolas Mahut   | 2:6, 6:3, [10:7]    |
| St. Petersburg      | Hartplatz (i)       | Treat Huey Henri Kontinen              | Julian Knowle Alexander Peya          | 7:5, 6:3            |
| Shenzhen            | Hartplatz           | Jonathan Erlich Colin Fleming          | Chris Guccione André Sá               | 6:1, 6:73, [10:6]   |
| Kuala Lumpur        | Hartplatz (i)       | Treat Huey Henri Kontinen              | Raven Klaasen Rajeev Ram              | 7:64, 6:2           |
| Stockholm           | Hartplatz (i)       | Nicholas Monroe Jack Sock              | Mate Pavić Michael Venus              | 7:5, 6:2            |
| Moskau              | Hartplatz (i)       | Andrei Rubljow Dmitri Tursunow         | Radu Albot František Čermák           | 2:6, 6:1, [10:6]    |
| Valencia            | Hartplatz (i)       | Eric Butorac Scott Lipsky              | Feliciano López Maks Mirny            | 7:64, 6:3           |

### 2016 bis 2020
| ATP World Tour 2016 | ATP World Tour 2016 | ATP World Tour 2016                   | ATP World Tour 2016                     | ATP World Tour 2016 |
| Turnier             | Platzbelag          | Sieger                                | Finalgegner                             | Ergebnis            |
| ------------------- | ------------------- | ------------------------------------- | --------------------------------------- | ------------------- |
| Brisbane            | Hartplatz           | Henri Kontinen John Peers             | James Duckworth Chris Guccione          | 7:64, 6:1           |
| Chennai             | Hartplatz           | Oliver Marach Fabrice Martin          | Austin Krajicek Benoît Paire            | 6:3, 7:5            |
| Doha                | Hartplatz           | Feliciano López Marc López            | Philipp Petzschner Alexander Peya       | 6:4, 6:3            |
| Auckland            | Hartplatz           | Mate Pavić Michael Venus              | Eric Butorac Scott Lipsky               | 7:5, 6:4            |
| Sydney              | Hartplatz           | Jamie Murray Bruno Soares             | Rohan Bopanna Florin Mergea             | 6:3, 7:66           |
| Montpellier         | Hartplatz (i)       | Mate Pavić Michael Venus              | Alexander Zverev Mischa Zverev          | 7:5, 7:64           |
| Quito               | Sand                | Pablo Carreño Busta Guillermo Durán   | Thomaz Bellucci Marcelo Demoliner       | 7:5, 6:4            |
| Sofia               | Hartplatz (i)       | Wesley Koolhof Matwé Middelkoop       | Philipp Oswald Adil Shamasdin           | 5:7, 7:69, [10:6]   |
| Buenos Aires        | Sand                | Juan Sebastián Cabal Robert Farah     | Íñigo Cervantes Paolo Lorenzi           | 6:3, 6:0            |
| Memphis             | Hartplatz (i)       | Mariusz Fyrstenberg Santiago González | Steve Johnson Sam Querrey               | 6:4, 6:4            |
| Delray Beach        | Hartplatz           | Oliver Marach Fabrice Martin          | Bob Bryan Mike Bryan                    | 3:6, 7:67, [13:11]  |
| Marseille           | Hartplatz (i)       | Mate Pavić Michael Venus              | Jonathan Erlich Colin Fleming           | 6:2, 6:3            |
| São Paulo           | Sand                | Julio Peralta Horacio Zeballos        | Pablo Carreño Busta David Marrero       | 4:6, 6:1, [10:5]    |
| Marrakesch          | Sand                | Guillermo Durán Máximo González       | Marin Draganja Aisam-ul-Haq Qureshi     | 6:2, 3:6, [10:6]    |
| Houston             | Sand                | Bob Bryan Mike Bryan                  | Víctor Estrella Santiago González       | 4:6, 6:3, [10:8]    |
| Bukarest            | Sand                | Florin Mergea Horia Tecău             | Chris Guccione André Sá                 | 7:5, 6:4            |
| Estoril             | Sand                | Eric Butorac Scott Lipsky             | Łukasz Kubot Marcin Matkowski           | 6:4, 3:6, [10:8]    |
| Istanbul            | Sand                | Flavio Cipolla Dudi Sela              | Andrés Molteni Diego Schwartzman        | 6:3, 5:7, [10:7]    |
| München             | Sand                | Henri Kontinen John Peers             | Juan Sebastián Cabal Robert Farah       | 6:3, 3:6, [10:7]    |
| Genf                | Sand                | Steve Johnson Sam Querrey             | Raven Klaasen Rajeev Ram                | 6:4, 6:1            |
| Nizza               | Sand                | Juan Sebastián Cabal Robert Farah     | Mate Pavić Michael Venus                | 4:6, 6:4, [10:8]    |
| ’s-Hertogenbosch    | Rasen               | Mate Pavić Michael Venus              | Dominic Inglot Raven Klaasen            | 3:6, 6:3, [11:9]    |
| Stuttgart           | Rasen               | Marcus Daniell Artem Sitak            | Oliver Marach Fabrice Martin            | 6:74, 6:4, [10:8]   |
| Nottingham          | Rasen               | Dominic Inglot Daniel Nestor          | Ivan Dodig Marcelo Melo                 | 7:5, 7:64           |
| Båstad              | Sand                | Marcel Granollers David Marrero       | Marcus Daniell Marcelo Demoliner        | 6:2, 6:3            |
| Newport             | Rasen               | Sam Groth Chris Guccione              | Jonathan Marray Adil Shamasdin          | 6:4, 6:3            |
| Gstaad              | Sand                | Julio Peralta Horacio Zeballos        | Mate Pavić Michael Venus                | 7:62, 6:2           |
| Kitzbühel           | Sand                | Wesley Koolhof Matwé Middelkoop       | Dennis Novak Dominic Thiem              | 2:6, 6:3, [11:9]    |
| Umag                | Sand                | Martin Kližan David Marrero           | Nikola Mektić Antonio Šančić            | 6:4, 6:2            |
| Atlanta             | Hartplatz           | Andrés Molteni Horacio Zeballos       | Johan Brunström Andreas Siljeström      | 7:62, 6:4           |
| Los Cabos           | Hartplatz           | Purav Raja Divij Sharan               | Jonathan Erlich Ken Skupski             | 7:64, 7:63          |
| Winston-Salem       | Hartplatz           | Guillermo García López Henri Kontinen | Andre Begemann Leander Paes             | 4:6, 7:66, [10:8]   |
| Metz                | Hartplatz (i)       | Julio Peralta Horacio Zeballos        | Mate Pavić Michael Venus                | 6:3, 7:64           |
| Sankt Petersburg    | Hartplatz (i)       | Dominic Inglot Henri Kontinen         | Andre Begemann Leander Paes             | 4:6, 6:3, [12:10]   |
| Shenzhen            | Hartplatz           | Fabio Fognini Robert Lindstedt        | Oliver Marach Fabrice Martin            | 7:64, 6:3           |
| Chengdu             | Hartplatz           | Raven Klaasen Rajeev Ram              | Pablo Carreño Busta Mariusz Fyrstenberg | 7:62, 7:5           |
| Moskau              | Hartplatz (i)       | Juan Sebastián Cabal Robert Farah     | Julian Knowle Jürgen Melzer             | 7:5, 4:6, [10:5]    |
| Stockholm           | Hartplatz (i)       | Elias Ymer Mikael Ymer                | Mate Pavić Michael Venus                | 6:1, 6:1            |
| Antwerpen           | Hartplatz (i)       | Daniel Nestor Édouard Roger-Vasselin  | Pierre-Hugues Herbert Nicolas Mahut     | 6:4, 6:4            |

| ATP World Tour 2017 | ATP World Tour 2017 | ATP World Tour 2017                     | ATP World Tour 2017                        | ATP World Tour 2017 |
| Turnier             | Platzbelag          | Sieger                                  | Finalgegner                                | Ergebnis            |
| ------------------- | ------------------- | --------------------------------------- | ------------------------------------------ | ------------------- |
| Brisbane            | Hartplatz           | Thanasi Kokkinakis Jordan Thompson      | Gilles Müller Sam Querrey                  | 7:67, 6:4           |
| Chennai             | Hartplatz           | Rohan Bopanna Jeevan Nedunchezhiyan     | Purav Raja Divij Sharan                    | 6:3, 6:4            |
| Doha                | Hartplatz           | Jérémy Chardy Fabrice Martin            | Vasek Pospisil Radek Štěpánek              | 6:4, 7:63           |
| Sydney              | Hartplatz           | Wesley Koolhof Matwé Middelkoop         | Jamie Murray Bruno Soares                  | 6:3, 7:5            |
| Auckland            | Hartplatz           | Marcin Matkowski Aisam-ul-Haq Qureshi   | Jonathan Erlich Scott Lipsky               | 1:6, 6:2, [10:3]    |
| Montpellier         | Hartplatz (i)       | Alexander Zverev Mischa Zverev          | Fabrice Martin Daniel Nestor               | 6:4, 6:73, [10:7]   |
| Sofia               | Hartplatz (i)       | Viktor Troicki Nenad Zimonjić           | Michail Jelgin Andrei Kusnezow             | 6:4, 6:4            |
| Quito               | Sand                | Jamie Cerretani Philipp Oswald          | Julio Peralta Horacio Zeballos             | 6:3, 2:1 Aufgabe    |
| Memphis             | Hartplatz (i)       | Brian Baker Nikola Mektić               | Ryan Harrison Steve Johnson                | 6:3, 6:4            |
| Buenos Aires        | Sand                | Juan Sebastián Cabal Robert Farah       | Santiago González David Marrero            | 6:1, 6:4            |
| Delray Beach        | Hartplatz           | Raven Klaasen Rajeev Ram                | Treat Huey Maks Mirny                      | 7:5, 7:5            |
| Marseille           | Hartplatz (i)       | Julien Benneteau Nicolas Mahut          | Robin Haase Dominic Inglot                 | 6:4, 6:79, [10:5]   |
| São Paulo           | Sand                | Rogério Dutra da Silva André Sá         | Marcus Daniell Marcelo Demoliner           | 7:65, 5:7, [10:7]   |
| Marrakesch          | Sand                | Dominic Inglot Mate Pavić               | Marcel Granollers Marc López               | 6:4, 2:6, [11:9]    |
| Houston             | Sand                | Julio Peralta Horacio Zeballos          | Dustin Brown Frances Tiafoe                | 4:6, 7:5, [10:6]    |
| Budapest            | Sand                | Brian Baker Nikola Mektić               | Juan Sebastián Cabal Robert Farah          | 7:62, 6:4           |
| Estoril             | Sand                | Ryan Harrison Michael Venus             | David Marrero Tommy Robredo                | 7:5, 6:2            |
| Istanbul            | Sand                | Roman Jebavý Jiří Veselý                | Tuna Altuna Alessandro Motti               | 6:0, 6:0            |
| München             | Sand                | Juan Sebastián Cabal Robert Farah       | Jérémy Chardy Fabrice Martin               | 6:3, 6:3            |
| Genf                | Sand                | Jean-Julien Rojer Horia Tecău           | Juan Sebastián Cabal Robert Farah          | 2:6, 7:69, [10:6]   |
| Lyon                | Sand                | Andrés Molteni Adil Shamasdin           | Marcus Daniell Marcelo Demoliner           | 6:3, 3:6, [10:5]    |
| ’s-Hertogenbosch    | Rasen               | Łukasz Kubot Marcelo Melo               | Raven Klaasen Rajeev Ram                   | 6:3, 6:4            |
| Stuttgart           | Rasen               | Jamie Murray Bruno Soares               | Oliver Marach Mate Pavić                   | 6:74, 7:5, [10:5]   |
| Eastbourne          | Rasen               | Bob Bryan Mike Bryan                    | Rohan Bopanna André Sá                     | 6:74, 6:4, [10:3]   |
| Antalya             | Rasen               | Robert Lindstedt Aisam-ul-Haq Qureshi   | Oliver Marach Mate Pavić                   | 7:5, 4:1 Aufgabe    |
| Umag                | Sand                | Guillermo Durán Andrés Molteni          | Marin Draganja Tomislav Draganja           | 6:3, 6:74, [10:6]   |
| Båstad              | Sand                | Julian Knowle Philipp Petzschner        | Sander Arends Matwé Middelkoop             | 6:2, 3:6, [10:7]    |
| Newport             | Rasen               | Aisam-ul-Haq Qureshi Rajeev Ram         | Matt Reid John-Patrick Smith               | 6:4, 4:6, [10:7]    |
| Atlanta             | Hartplatz           | Bob Bryan Mike Bryan                    | Wesley Koolhof Artem Sitak                 | 6:3, 6:4            |
| Gstaad              | Sand                | Oliver Marach Philipp Oswald            | Jonathan Eysseric Franko Škugor            | 6:3, 4:6, [10:8]    |
| Los Cabos           | Hartplatz           | Juan Sebastián Cabal Treat Huey         | Sergio Galdós Roberto Maytín               | 6:2, 6:3            |
| Kitzbühel           | Sand                | Pablo Cuevas Guillermo Durán            | Hans Podlipnik-Castillo Andrej Wassileuski | 6:4, 4:6, [12:10]   |
| Winston-Salem       | Hartplatz           | Jean-Julien Rojer Horia Tecău           | Julio Peralta Horacio Zeballos             | 6:3, 6:4            |
| Metz                | Hartplatz (i)       | Julien Benneteau Édouard Roger-Vasselin | Wesley Koolhof Artem Sitak                 | 7:5, 6:3            |
| Sankt Petersburg    | Hartplatz (i)       | Roman Jebavý Matwé Middelkoop           | Julio Peralta Horacio Zeballos             | 6:4, 6:4            |
| Shenzhen            | Hartplatz           | Alexander Peya Rajeev Ram               | Nikola Mektić Nicholas Monroe              | 6:3, 6:2            |
| Chengdu             | Hartplatz           | Jonathan Erlich Aisam-ul-Haq Qureshi    | Marcus Daniell Marcelo Demoliner           | 6:3, 7:63           |
| Moskau              | Hartplatz (i)       | Maks Mirny Philipp Oswald               | Damir Džumhur Antonio Šančić               | 6:3, 7:5            |
| Stockholm           | Hartplatz (i)       | Oliver Marach Mate Pavić                | Aisam-ul-Haq Qureshi Jean-Julien Rojer     | 3:6, 7:66, [10:4]   |
| Antwerpen           | Hartplatz (i)       | Scott Lipsky Divij Sharan               | Santiago González Julio Peralta            | 6:4, 2:6, [10:5]    |

| ATP World Tour 2018 | ATP World Tour 2018 | ATP World Tour 2018                       | ATP World Tour 2018                       | ATP World Tour 2018 |
| Turnier             | Platzbelag          | Sieger                                    | Finalgegner                               | Ergebnis            |
| ------------------- | ------------------- | ----------------------------------------- | ----------------------------------------- | ------------------- |
| Brisbane            | Hartplatz           | Henri Kontinen John Peers                 | Leonardo Mayer Horacio Zeballos           | 3:6, 6:3, [10:2]    |
| Pune                | Hartplatz           | Robin Haase Matwé Middelkoop              | Pierre-Hugues Herbert Gilles Simon        | 7:65, 7:65          |
| Doha                | Hartplatz           | Oliver Marach Mate Pavić                  | Jamie Murray Bruno Soares                 | 6:2, 7:66           |
| Auckland            | Hartplatz           | Oliver Marach Mate Pavić                  | Maks Mirny Philipp Oswald                 | 6:4, 5:7, [10:7]    |
| Sydney              | Hartplatz           | Łukasz Kubot Marcelo Melo                 | Jan-Lennard Struff Viktor Troicki         | 6:3, 6:4            |
| Montpellier         | Hartplatz (i)       | Ken Skupski Neal Skupski                  | Ben McLachlan Hugo Nys                    | 7:62, 6:4           |
| Quito               | Sand                | Nicolás Jarry Hans Podlipnik-Castillo     | Austin Krajicek Jackson Withrow           | 7:66, 6:3           |
| Sofia               | Hartplatz (i)       | Robin Haase Matwé Middelkoop              | Nikola Mektić Alexander Peya              | 5:7, 6:4, [10:4]    |
| Buenos Aires        | Sand                | Andrés Molteni Horacio Zeballos           | Juan Sebastián Cabal Robert Farah         | 6:3, 5:7, [10:3]    |
| New York            | Hartplatz (i)       | Maks Mirny Philipp Oswald                 | Wesley Koolhof Artem Sitak                | 6:4, 4:6, [10:6]    |
| Delray Beach        | Hartplatz           | Jack Sock Jackson Withrow                 | Nicholas Monroe John-Patrick Smith        | 4:6, 6:4 [10:8]     |
| Marseille           | Hartplatz (i)       | Raven Klaasen Michael Venus               | Marcus Daniell Dominic Inglot             | 6:72, 6:3, [10:4]   |
| São Paulo           | Sand                | Federico Delbonis Máximo González         | Wesley Koolhof Artem Sitak                | 6:4, 6:2            |
| Houston             | Sand                | Maks Mirny Philipp Oswald                 | Andre Begemann Antonio Šančić             | 6:72, 6:4, [11:9]   |
| Marrakesch          | Sand                | Nikola Mektić Alexander Peya              | Benoît Paire Édouard Roger-Vasselin       | 7:5, 6:3, [10:7]    |
| Budapest            | Sand                | Dominic Inglot Franko Škugor              | Matwé Middelkoop Artem Sitak              | 6:78, 6:1, [10:8]   |
| Estoril             | Sand                | Kyle Edmund Cameron Norrie                | Wesley Koolhof Artem Sitak                | 6:4, 6:2            |
| Istanbul            | Sand                | Dominic Inglot Robert Lindstedt           | Ben McLachlan Nicholas Monroe             | 3:6, 6:3, [10:8]    |
| München             | Sand                | Ivan Dodig Rajeev Ram                     | Nikola Mektić Alexander Peya              | 6:3, 7:5            |
| Genf                | Sand                | Oliver Marach Mate Pavić                  | Ivan Dodig Rajeev Ram                     | 3:6, 7:63, [11:9]   |
| Lyon                | Sand                | Nick Kyrgios Jack Sock                    | Roman Jebavý Matwé Middelkoop             | 7:5, 2:6, [11:9]    |
| ’s-Hertogenbosch    | Rasen               | Franko Škugor Dominic Inglot              | Raven Klaasen Michael Venus               | 7:63, 7:5           |
| Stuttgart           | Rasen               | Philipp Petzschner Tim Pütz               | Robert Lindstedt Marcin Matkowski         | 7:65, 6:3           |
| Antalya             | Rasen               | Marcelo Demoliner Santiago González       | Sander Arends Matwé Middelkoop            | 7:5, 6:76, [10:8]   |
| Eastbourne          | Rasen               | Luke Bambridge Jonny O’Mara               | Ken Skupski Neal Skupski                  | 7:5, 6:4            |
| Båstad              | Sand                | Julio Peralta Horacio Zeballos            | Simone Bolelli Fabio Fognini              | 6:3, 6:4            |
| Newport             | Rasen               | Jonathan Erlich Artem Sitak               | Marcelo Arévalo Miguel Ángel Reyes Varela | 6:1, 6:2            |
| Umag                | Sand                | Robin Haase Matwé Middelkoop              | Roman Jebavý Jiří Veselý                  | 6:4, 6:4            |
| Atlanta             | Hartplatz           | Nicholas Monroe John-Patrick Smith        | Ryan Harrison Rajeev Ram                  | 3:6, 7:65, [10:8]   |
| Gstaad              | Sand                | Matteo Berrettini Daniele Bracciali       | Denys Moltschanow Igor Zelenay            | 7:62, 7:65          |
| Los Cabos           | Hartplatz           | Marcelo Arévalo Miguel Ángel Reyes Varela | Taylor Fritz Thanasi Kokkinakis           | 6:4, 6:4            |
| Kitzbühel           | Sand                | Roman Jebavý Andrés Molteni               | Federico Delbonis Daniele Bracciali       | 6:2, 6:4            |
| Winston-Salem       | Hartplatz           | Jean-Julien Rojer Horia Tecău             | Jamie Cerretani Leander Paes              | 6:4, 6:2            |
| Metz                | Hartplatz (i)       | Nicolas Mahut Édouard Roger-Vasselin      | Ken Skupski Neal Skupski                  | 6:1, 7:5            |
| Sankt Petersburg    | Hartplatz (i)       | Matteo Berrettini Fabio Fognini           | Roman Jebavý Matwé Middelkoop             | 7:66, 7:64          |
| Chengdu             | Hartplatz           | Ivan Dodig Mate Pavić                     | Austin Krajicek Jeevan Nedunchezhiyan     | 6:2, 6:4            |
| Shenzhen            | Hartplatz           | Joe Salisbury Ben McLachlan               | Robert Lindstedt Rajeev Ram               | 7:65, 7:64          |
| Antwerpen           | Hartplatz (i)       | Nicolas Mahut Édouard Roger-Vasselin      | Marcelo Demoliner Santiago González       | 6:4, 7:5            |
| Moskau              | Hartplatz (i)       | Austin Krajicek Rajeev Ram                | Maks Mirny Philipp Oswald                 | 7:64, 6:4           |
| Stockholm           | Hartplatz (i)       | Luke Bambridge Jonny O’Mara               | Marcus Daniell Wesley Koolhof             | 7:5, 7:68           |

| ATP Tour 2019    | ATP Tour 2019 | ATP Tour 2019                          | ATP Tour 2019                             | ATP Tour 2019       |
| Turnier          | Platzbelag    | Sieger                                 | Finalgegner                               | Ergebnis            |
| ---------------- | ------------- | -------------------------------------- | ----------------------------------------- | ------------------- |
| Brisbane         | Hartplatz     | Marcus Daniell Wesley Koolhof          | Rajeev Ram Joe Salisbury                  | 6:4, 7:66           |
| Pune             | Hartplatz     | Divij Sharan Rohan Bopanna             | Luke Bambridge Jonny O’Mara               | 6:3, 6:4            |
| Doha             | Hartplatz     | Pierre-Hugues Herbert David Goffin     | Matwé Middelkoop Robin Haase              | 5:7, 6:4, [10:4]    |
| Auckland         | Hartplatz     | Ben McLachlan Jan-Lennard Struff       | Raven Klaasen Michael Venus               | 6:4, 6:3            |
| Sydney           | Hartplatz     | Jamie Murray Bruno Soares              | Juan Sebastián Cabal Robert Farah         | 6:4, 6:3            |
| Montpellier      | Hartplatz (i) | Ivan Dodig Édouard Roger-Vasselin      | Benjamin Bonzi Antoine Hoang              | 6:4, 6:3            |
| Sofia            | Hartplatz (i) | Nikola Mektić Jürgen Melzer            | Hsieh Cheng-peng Christopher Rungkat      | 6:2, 4:6, [10:2]    |
| Córdoba          | Sand          | Roman Jebavý Andrés Molteni            | Máximo González Horacio Zeballos          | 6:4, 7:64           |
| Buenos Aires     | Sand          | Máximo González Horacio Zeballos       | Diego Schwartzman Dominic Thiem           | 6:1, 6:1            |
| New York         | Hartplatz (i) | Kevin Krawietz Andreas Mies            | Santiago González Aisam-ul-Haq Qureshi    | 6:4, 7:5            |
| Delray Beach     | Hartplatz     | Bob Bryan Mike Bryan                   | Ken Skupski Neal Skupski                  | 7:65, 6:4           |
| Marseille        | Hartplatz (i) | Jérémy Chardy Fabrice Martin           | Ben McLachlan Matwé Middelkoop            | 6:3, 6:74, [10:3]   |
| São Paulo        | Sand          | Federico Delbonis Máximo González      | Luke Bambridge Jonny O’Mara               | 6:4, 6:3            |
| Houston          | Sand          | Santiago González Aisam-ul-Haq Qureshi | Ken Skupski Neal Skupski                  | 3:6, 6:4, [10:6]    |
| Marrakesch       | Sand          | Jürgen Melzer Franko Škugor            | Matwé Middelkoop Frederik Nielsen         | 6:4, 7:66           |
| Budapest         | Sand          | Ken Skupski Neal Skupski               | Marcus Daniell Wesley Koolhof             | 6:3, 6:4            |
| Estoril          | Sand          | Fabrice Martin Jérémy Chardy           | Jonny O’Mara Luke Bambridge               | 7:5, 7:63           |
| München          | Sand          | Frederik Nielsen Tim Pütz              | Marcelo Demoliner Divij Sharan            | 6:4, 6:2            |
| Genf             | Sand          | Oliver Marach Mate Pavić               | Matthew Ebden Robert Lindstedt            | 6:4, 6:4            |
| Lyon             | Sand          | Ivan Dodig Édouard Roger-Vasselin      | Ken Skupski Neal Skupski                  | 6:4, 6:3            |
| ’s-Hertogenbosch | Rasen         | Dominic Inglot Austin Krajicek         | Marcus Daniell Wesley Koolhof             | 6:4, 4:6, [10:4]    |
| Stuttgart        | Rasen         | John Peers Bruno Soares                | Rohan Bopanna Denis Shapovalov            | 7:5, 6:3            |
| Antalya          | Rasen         | Jonathan Erlich Artem Sitak            | Ivan Dodig Filip Polášek                  | 6:3, 6:4            |
| Eastbourne       | Rasen         | Juan Sebastián Cabal Robert Farah      | Máximo González Horacio Zeballos          | 3:6, 7:64, [10:6]   |
| Båstad           | Sand          | Sander Gillé Joran Vliegen             | Federico Delbonis Horacio Zeballos        | 6:75, 7:5, [10:5]   |
| Newport          | Rasen         | Marcel Granollers Serhij Stachowskyj   | Marcelo Arévalo Miguel Ángel Reyes Varela | 6:710, 6:4, [13:11] |
| Umag             | Sand          | Robin Haase Philipp Oswald             | Oliver Marach Jürgen Melzer               | 7:5, 6:72, [14:12]  |
| Atlanta          | Hartplatz     | Dominic Inglot Austin Krajicek         | Bob Bryan Mike Bryan                      | 6:4, 6:75, [11:9]   |
| Gstaad           | Sand          | Sander Gillé Joran Vliegen             | Philipp Oswald Filip Polášek              | 6:4, 6:3            |
| Los Cabos        | Hartplatz     | Romain Arneodo Hugo Nys                | Dominic Inglot Austin Krajicek            | 7:5, 5:7, [16:14]   |
| Kitzbühel        | Sand          | Philipp Oswald Filip Polášek           | Sander Gillé Joran Vliegen                | 6:4, 6:4            |
| Winston-Salem    | Hartplatz     | Łukasz Kubot Marcelo Melo              | Nicholas Monroe Tennys Sandgren           | 6:76, 6:1, [10:3]   |
| Metz             | Hartplatz (i) | Robert Lindstedt Jan-Lennard Struff    | Nicolas Mahut Édouard Roger-Vasselin      | 2:6, 7:61, [10:4]   |
| Sankt Petersburg | Hartplatz (i) | Divij Sharan Igor Zelenay              | Matteo Berrettini Simone Bolelli          | 6:3, 3:6, [10:8]    |
| Chengdu          | Hartplatz     | Nikola Čačić Dušan Lajović             | Jonathan Erlich Fabrice Martin            | 7:69, 3:6, [10:3]   |
| Zhuhai           | Hartplatz     | Sander Gillé Joran Vliegen             | Marcelo Demoliner Matwé Middelkoop        | 7:62, 7:64          |
| Antwerpen        | Hartplatz (i) | Kevin Krawietz Andreas Mies            | Rajeev Ram Joe Salisbury                  | 7:61, 6:3           |
| Moskau           | Hartplatz (i) | Marcelo Demoliner Matwé Middelkoop     | Simone Bolelli Andrés Molteni             | 6:1, 6:2            |
| Stockholm        | Hartplatz (i) | Henri Kontinen Édouard Roger-Vasselin  | Mate Pavić Bruno Soares                   | 6:4, 6:2            |